# 아카스토스
아스카스토스(그리스어: Ἄκαστος)는 그리스 신화에 나오는 인물로 이올코스의 왕이었다. 이아손의 황금양모 원정대의 일원이었으며 칼뤼돈의 멧돼지 사냥에도 참가했다.
아스카토스는 이올코스의 왕 펠리아스와 아낙시비아(다른 전승에서는 필로마케) 사이에 태어난 아들이다. 그는 이아손과 함께 황금양모를 찾아 떠났는데 그 원정에서 돌아 온 이후 자신의 여동생들이 메데이아의 마법에 빠져 아버지 펠리아스를 토막내어 삶는 만행을 저지르게 되었다. 그는 아버지의 시신을 장사지내고는 이아손과 메데아를 이올코스에서 추방하고 이올코스의 왕이 되었다.
그는 칼리돈의 멧돼지 사냥에 참가했다가 실수로 프티아의 에우뤼티온을 죽이고 프티아에서 쫓겨난 펠레우스를 받아들여 정화해 준다. 그런데 아카스토스의 아내 아스튀다메이아 (다른 전승에서는 힙폴뤼테)가 펠레우스에게 반하여 그를 유혹했지만 펠레우스가 거절하자 복수를 하기 위해 펠레우스의 아내인 안티고네에게 전령을 보내어 펠레우스가 아카토스의 딸 스테로페스와 결혼했다고 거짓을 전한다. 이 소식을 들은 안티고네는 스스로 목을 매어 자살한다. 또한 아카스토스에게 펠레우스가 자신을 강간하려했다고 모함한다.
아카스토스는 아내의 모함을 듣고 자신이 정화해준 사람을 죽이고 싶지 않아서 펠레우스를 사냥터로 데려가 죽일 음모를 세운다. 그는 펠레우스의 칼을 몰래숨겨두고 그가 잠든 사이에 혼자 내버려두고 와서 펠레우스가 켄타우로스에게 죽게 내버려 두지만 켄타우로스 현자 케이론이 펠레우스를 도와 살려준다.
이 때문에 나중에 펠레우스는 이아손과 함께 이올코스에 쳐들아와서 아스튀다메이아를 찢어 죽이고 (일설에는 아스카토스도 죽였다고 한다) 도시를 약탈한다.